# Aldo Osorio
Aldo Arcángel Osorio (San Nicolás, provincia de Buenos Aires, Argentina, 12 de junio de 1974) exfutbolista argentino surgido de las divisiones inferiores del Club Almirante Brown que pasó por varios equipos a lo largo de su carrera y que actualmente se desarrolla en sus actividades empresariales luego de su retiro en el año 2006.

## Trayectoria

Aldo Osorio surgido de la cantera de Almirante Brown, imagen de 1994 en el estadio Fragata Sarmiento

Surgido de las divisiones inferiores del Club Almirante Brown en el cual debutó en el año 1992. En ese año, su equipo tuvo la gran oportunidad de ascender a Primera División, ya que llegaría hasta la final del Reducido del Nacional B, sin embargo Almirante Brown perdió frente a San Martín de Tucumán, por un global de 1-2, y con esa final perdió una chance inmejorable de jugar por primera vez en su historia en la máxima categoría del fútbol argentino. Osorio fue titular tanto en la ida en La Ciudadela como en la vuelta, en el Fragata Sarmiento. Jugó en la Fragata por cuatro temporadas, en las que alternó buenas y malas campañas, hasta que en 1996 migró a Huracán de Parque Patricios para jugar en la Primera División de Argentina. Tras un año en esa entidad regresó a la segunda división para jugar en All Boys de Floresta. En 1999 llegó a Argentinos Juniors, club en el que tuvo muy buenas actuaciones. Gracias a ello fue transferido en 2000 al Lecce para jugar en la Serie A del Calcio italiano.
Tras un breve paso por el Crotone regresó al Lecce donde permaneció hasta 2003, año en que regresó al país para jugar en Talleres. En el club cordobés logró el 3° puesto en el Torneo Clausura 2004, pero luego de una Reválida contra Argentinos Juniors perdió la categoría.
Al finalizar el campeonato emigró al Numancia, de la Primera División de España. En 2005 regresó nuevamente al país para disputar la Copa Libertadores para Quilmes y Newell's Old Boys, y al año siguiente pasó a Argentinos Juniors. En ese año Argentinos jugó la promoción frente a su ex club Huracán, manteniendo la categoría por un global de 2-2 por ventaja deportiva. Finalizado el Apertura 2006, Osorio dijo adiós a las canchas.

## Clubes
| Club               | País      | Año       |
| ------------------ | --------- | --------- |
| Almirante Brown    | Argentina | 1992-1996 |
| Huracán            | Argentina | 1996-1997 |
| All Boys           | Argentina | 1998-1999 |
| Argentinos Juniors | Argentina | 1999-2000 |
| Lecce              | Italia    | 2000-2001 |
| Crotone            | Italia    | 2002      |
| Lecce              | Italia    | 2002-2003 |
| Talleres           | Argentina | 2003-2004 |
| Numancia           | España    | 2004      |
| Quilmes            | Argentina | 2005      |
| Newell's Old Boys  | Argentina | 2005      |
| Argentinos Juniors | Argentina | 2006      |

- Datos: Q3609283